# Primera División (Chile) 2006 Clausura
Die Clausura der Primera División 2006, auch unter dem Namen Campeonato Nacional Clausura Copa Banco del Estado 2006 bekannt, war die 80. Spielzeit der Primera División, der höchsten Spielklasse im Fußball in Chile. Beginn der Saison war der 15. Juli und sie endete am 23. Dezember.
Die Saison wurde wie in den Vorjahren in zwei eigenständige Halbjahresmeisterschaften, der Apertura und Clausura, unterteilt. Deportes Concepción wurde wegen finanzieller Probleme von der gesamten Saison 2006 ausgeschlossen.
Die Meisterschaft gewann Titelverteidiger CSD Colo-Colo, das im Finale Audax Italiano besiegen konnte. Für den Klub war es der insgesamt 25. Meisterschaftstitel, der als Apertura-Meister schon für die Copa Libertadores 2007 qualifiziert war. Neben Colo-Colo qualifizierten sich auch der Finalist Audax Italiano und als punktbestes Team der Gesamttabelle CD Cobreloa.
Anhand der Gesamttabelle stieg Santiago Morning als Letzter ab. Über die Relegation stieg auch Rangers de Talca ab.

## Modus
Die 19 Teams spielen einmalig jeder gegen jeden. Aufgegliedert in drei Gruppen à 5 sowie einer Gruppe mit vier Teams kommt Gruppensieger in die Finalrunde. Dazu kommen die drei besten Gruppenzweiten sowie der Sieger aus dem Entscheidungsspiel zwischen dem vierten Gruppenzweiten und dem punktbesten Team, das noch nicht qualifiziert ist. Bei einem Unentschieden kommt das Team mit mehr Punkten aus der Ligaphase in die Finalrunde.
Die Finalrunde findet im K.-o.-System mit Hin- und Rückspiel statt. Sieger ist das Team mit mehr Toren in beiden Spielen. Die Auswärtstorregel findet keine Anwendung, sondern bei Torgleichstand geht es ins Elfmeterschießen. Für die Copa Libertadores qualifizieren sich die beiden Meister sowie das punktbeste Team. Die Absteiger werden am Ende der Clausura anhand des Punktedurchschnitts der letzten drei Jahre ermittelt. Die beiden letzten Vereine steigen direkt ab, die beiden Teams auf den Plätzen 17 und 18 spielen Relegationsspiele gegen die qualifizierten Zweitligisten.

## Teilnehmer
Die Absteiger der Vorsaison Deportes Temuco, Unión San Felipe und Deportes Melipilla wurden durch die Aufsteiger aus der Primera B Santiago Morning, Deportes Antofagasta und CD O’Higgins ersetzt. Folgende Vereine nahmen daher an der Meisterschaft 2006 teil:
| Mannschaft                | Stadt             |
| ------------------------- | ----------------- |
| Audax Italiano            | Santiago de Chile |
| CD Cobreloa               | Calama            |
| CD Cobresal               | El Salvador       |
| CSD Colo-Colo             | Santiago de Chile |
| Coquimbo Unido            | Coquimbo          |
| Deportes Antofagasta      | Antofagasta       |
| Deportes La Serena        | La Serena         |
| Deportes Puerto Montt     | Puerto Montt      |
| Everton                   | Viña del Mar      |
| CD Huachipato             | Talcahuano        |
| CD O’Higgins              | Rancagua          |
| CD Palestino              | Santiago de Chile |
| Rangers de Talca          | Talca             |
| Santiago Morning          | Santiago de Chile |
| Santiago Wanderers        | Valparaíso        |
| Universidad Católica      | Santiago de Chile |
| Universidad de Chile      | Santiago de Chile |
| Universidad de Concepción | Concepción        |
| Unión Española            | Santiago de Chile |

## Ligaphase

### Gruppe A
| Pl. | Verein             | Sp. | S  | U | N  | Tore    | Diff. | Punkte |
| --- | ------------------ | --- | -- | - | -- | ------- | ----- | ------ |
| 1.  | CD Cobreloa        | 18  | 11 | 4 | 3  | 040:240 | +16   | 37     |
| 2.  | CSD Colo-Colo (M)  | 18  | 8  | 5 | 5  | 037:310 | +6    | 29     |
| 3.  | Santiago Wanderers | 18  | 8  | 4 | 6  | 022:210 | +1    | 28     |
| 4.  | CD Palestino       | 18  | 5  | 5 | 8  | 016:250 | −9    | 20     |
| 5.  | CD Cobresal        | 18  | 5  | 3 | 10 | 020:280 | −8    | 18     |

### Gruppe B
| Pl. | Verein           | Sp. | S  | U | N  | Tore    | Diff. | Punkte |
| --- | ---------------- | --- | -- | - | -- | ------- | ----- | ------ |
| 1.  | CD O’Higgins     | 18  | 10 | 5 | 3  | 031:200 | +11   | 35     |
| 2.  | Coquimbo Unido   | 18  | 8  | 5 | 5  | 023:220 | +1    | 29     |
| 3.  | Rangers de Talca | 18  | 6  | 6 | 6  | 022:240 | −2    | 24     |
| 4.  | CD Huachipato    | 18  | 6  | 2 | 10 | 029:320 | −3    | 20     |
| 5.  | Unión Española   | 18  | 3  | 5 | 10 | 020:340 | −14   | 14     |

### Gruppe C
| Pl. | Verein                    | Sp. | S  | U | N | Tore    | Diff. | Punkte |
| --- | ------------------------- | --- | -- | - | - | ------- | ----- | ------ |
| 1.  | Deportes Puerto Montt     | 18  | 10 | 3 | 5 | 026:210 | +5    | 33     |
| 2.  | Audax Italiano            | 18  | 9  | 2 | 7 | 032:240 | +8    | 29     |
| 3.  | Universidad de Concepción | 18  | 7  | 4 | 7 | 034:300 | +4    | 25     |
| 4.  | Deportes La Serena        | 18  | 4  | 6 | 8 | 032:390 | −7    | 18     |
| 5.  | Santiago Morning          | 18  | 4  | 5 | 9 | 022:320 | −10   | 17     |

### Gruppe D
| Pl.                                | Verein               | Sp. | S | U | N | Tore    | Diff. | Punkte |
| ---------------------------------- | -------------------- | --- | - | - | - | ------- | ----- | ------ |
| 1.                                 | Universidad Católica | 18  | 9 | 4 | 5 | 024:180 | +6    | 31     |
| 2.                                 | Universidad de Chile | 18  | 7 | 2 | 9 | 024:250 | −1    | 23     |
| 3.                                 | Deportes Antofagasta | 18  | 5 | 6 | 7 | 025:250 | ±0    | 21     |
| 4.                                 | Everton              | 18  | 5 | 6 | 7 | 023:270 | −4    | 21     |
| Quelle: rsssf.org, Stand: Endstand |                      |     |   |   |   |         |       |        |

| (M) | Vorjahresmeister |

## Entscheidungsspiel um die Teilnahme zur Finalrunde
|                    | Ergebnis |                         |
| ------------------ | -------- | ----------------------- |
| Santiago Wanderers | 0:1      | CF Universidad de Chile |

Damit qualifiziert sich CF Universidad de Chile für die Finalrunde.

## Finalrunde

### Viertelfinale
|                      | Gesamt |                       | Hinspiel | Rückspiel |
| -------------------- | ------ | --------------------- | -------- | --------- |
| Universidad de Chile | 2:3    | CD Cobreloa           | 1:0      | 1:3       |
| CSD Colo-Colo        | 5:0    | Deportes Puerto Montt | 1:0      | 4:0       |
| Coquimbo Unido       | 1:2    | CD O’Higgins          | 0:0      | 1:2       |
| Audax Italiano       | 4:0    | Universidad Católica  | 1:0      | 3:0       |

### Halbfinale
|                | Gesamt |              | Hinspiel | Rückspiel |
| -------------- | ------ | ------------ | -------- | --------- |
| CSD Colo-Colo  | 6:3    | CD Cobreloa  | 3:0      | 3:3       |
| Audax Italiano | 6:5    | CD O’Higgins | 4:1      | 2:4       |

### Finale
Das Hinspiel fand am 20., das Rückspiel am 23. Dezember statt.
|               | Gesamt |                | Hinspiel | Rückspiel |
| ------------- | ------ | -------------- | -------- | --------- |
| CSD Colo-Colo | 6:2    | Audax Italiano | 3:0      | 3:2       |

Mit dem Erfolg gewann CSD Colo-Colo seinen 25. Meisterschaftstitel.

## Beste Torschützen
| Rang | Spieler             | Klub                         | Tore |
| ---- | ------------------- | ---------------------------- | ---- |
| 1    | Leonardo Monje      | CD Universidad de Concepción | 17   |
|      | Matías Fernández    | CSD Colo-Colo                | 15   |
|      | Humberto Suazo      | CSD Colo-Colo                | 15   |
| 4    | Lucas Barrios       | CD Cobreloa                  | 12   |
|      | Carlos Villanueva   | Audax Italiano               | 12   |
| 6    | José Luis Díaz      | CD Cobreloa                  | 11   |
|      | Giancarlo Maldonado | CD O’Higgins                 | 11   |
|      | Manuel Neira        | Unión Española               | 11   |
|      | Renato Ramos        | Deportes Antofagasta         | 11   |

## Gesamttabelle
Für die Gesamttabelle werden die Ergebnisse der Ligaphase der Apertura und der Clausura addiert. Das punktbeste Team qualifiziert sich für die Copa Libertadores. Ist dieses bereits als Meister qualifiziert, rückt das nächste Team nach. Das schlechtplatzierteste Team steigt direkt ab, Platz 17 und 18 nehmen an den Relegationsspielen gegen Zweitligisten teil.
| Pl. | Verein                       | Sp. | S  | U  | N  | Tore    | Diff. | Punkte |
| --- | ---------------------------- | --- | -- | -- | -- | ------- | ----- | ------ |
| 1.  | CSD Colo-Colo                | 36  | 21 | 6  | 9  | 091:530 | +38   | 69     |
| 2.  | CD Cobreloa                  | 36  | 20 | 7  | 9  | 072:480 | +24   | 67     |
| 3.  | Universidad Católica         | 36  | 18 | 9  | 9  | 051:380 | +13   | 63     |
| 4.  | Audax Italiano               | 36  | 18 | 7  | 11 | 064:460 | +18   | 61     |
| 5.  | CD Universidad de Concepción | 36  | 16 | 10 | 10 | 065:530 | +12   | 58     |
| 6.  | Universidad de Chile         | 36  | 17 | 7  | 12 | 051:450 | +6    | 58     |
| 7.  | CD Huachipato                | 36  | 17 | 5  | 14 | 061:510 | +10   | 56     |
| 8.  | CD O’Higgins                 | 36  | 15 | 11 | 10 | 051:450 | +6    | 56     |
| 9.  | Deportes Puerto Montt        | 36  | 14 | 8  | 14 | 059:530 | +6    | 50     |
| 10. | Coquimbo Unido               | 36  | 11 | 13 | 12 | 039:480 | −9    | 46     |
| 11. | Santiago Wanderers           | 36  | 13 | 6  | 17 | 038:510 | −13   | 45     |
| 12. | Deportes Antofagasta         | 36  | 10 | 12 | 14 | 051:560 | −5    | 42     |
| 13. | Unión Española               | 36  | 11 | 9  | 16 | 044:550 | −11   | 42     |
| 14. | Everton                      | 36  | 10 | 12 | 14 | 043:540 | −11   | 42     |
| 15. | Deportes La Serena           | 36  | 9  | 13 | 14 | 064:700 | −6    | 40     |
| 16. | CD Cobresal                  | 36  | 11 | 7  | 18 | 046:600 | −14   | 40     |
| 17. | Rangers de Talca             | 36  | 10 | 10 | 16 | 048:640 | −16   | 40     |
| 18. | CD Palestino                 | 36  | 9  | 9  | 18 | 038:600 | −22   | 36     |
| 19. | Santiago Morning             | 36  | 6  | 11 | 19 | 037:630 | −26   | 29     |

## Relegationsspiele
|                              | Gesamt          |                   | Hinspiel | Rückspiel |
| ---------------------------- | --------------- | ----------------- | -------- | --------- |
| Rangers de Talca (1)         | 3:3 (3:4 i. E.) | Lota Schwager (2) | 2:1      | 1:2       |
| CD Arturo Fernández Vial (2) | 1:4             | CD Palestino (1)  | 1:3      | 0:1       |

Damit steigt Lota Schwager in die Primera División auf, während die Rangers de Talca in die Primera B absteigen.